# 丘浅次郎
丘 浅次郎（おか あさじろう、明治元年11月18日（1868年12月31日） - 昭和19年（1944年）5月2日）は、日本の動物学者。高等師範学校教授を歴任。

## 経歴
1868年、遠江国掛塚（現・静岡県磐田市掛塚）生まれ。父親が大阪造幣局勤務であったため、少年期は大阪市内で暮らす。大坂英語学校に入学し抜群の成績を修め、その後に旧制第一高等学校の前身である東京大学予備門に入学するも、歴史科目のみ成績が極端に悪く、2年続けて落第したため退学処分となった。このため大学への正規課程への入学資格を持たず、1886年帝国大学理科大学動物学科選科に入学した。1891年から3年間ドイツに留学し、フライブルク大学でアウグスト・ヴァイスマンに、またライプツィヒ大学でカール・ロイカルトに師事。
帰国した翌年の1895年、山口高等学校教授に就任。その2年後の1897年、高等師範学校教授に任命された。1929年に定年退官となり、以降は東京文理科大学非常勤講師として勤務した。墓所は谷中霊園。

## 受賞・栄典
- 1908年（明治41年）6月25日： 勲六等瑞宝章[1]

## 研究内容・業績

### 生物学・発生学に関して
- 蛭、ホヤなどの分類、発生について研究し、カンテンコケムシ Asajirella gelatinosa Oka, 1891などを記載している。また、進化論の啓蒙活動に貢献し、1904年に日本の大衆向けに書かれた初の進化論の解説書である「進化論講話」を著す[2]。それ以外にも「生物学講話」・「最新遺伝学」など旧制中学水準の生物学教科書を多く執筆し、『丘浅次郎著作集』全5巻がある。1925年帝国学士院会員、日本動物学会会長。
- 東京文理科大学が母体の一つとなった筑波大学の生物学類標本室には、ホヤ類の正基準標本が20点ほど所蔵されている[3]。

### エスペラントに関して
- 丘は国際補助語にも関心を寄せており、ヴォラピュクを学んだのち、1889年頃にはラテン語などヨーロッパ諸国の言語を基にジレンゴ（Zilengo）という人工言語を考案している。その後、ドイツ留学中の1891年にエスペラント（発表は1887年）を知り、日本人初のエスペランティストとなった。そして1906年には黒板勝美らと共に日本エスペラント協会（現在の日本エスペラント学会の前身）を設立した。

## 家族・親族
- 父：丘秀興 - 大阪造幣局員
- 妻：ツキ - 岩村通俊の三女。
- 長女：ひさ - 佐佐木信綱の二男・文綱と結婚。
- 三男：英通 - 動物学者で、親子二代で日本動物学会会長を務めた。岳父に山崎直方[4]。
- 四男・正通 - 横浜正金銀行に勤め、安藤幸の娘淳子と結婚。

## 著書
- 新編中等動物学 六盟館 1898.4。
- 近世生理学教科書 三木佐助 1898.11（中等教育理科叢書）。
- 近世動物学教科書 三木佐助 1899.11（中等教育理科叢書）。
- 中学生理教科書 六盟館 1899.12。
- 中学動物教科書 六盟館 1900.1。
- 教育と博物学 開成館 1901.12（博物学叢書 第1巻）。
- 簡易動物学講義 開成館 1902.3（博物学叢書 第2巻）。
- 進化論講話 開成館 1904.1 全国書誌番号:40055275。 のち講談社学術文庫 ISBN 978-4061580138, ISBN 978-4061580145。
- 進化と人生 東京開成館 1906.6 のち講談社学術文庫。
- 最新動物学教科書 六盟館 1906。
- 女子理科生理衛生教科書教授資料 開成館 1909.1。
- 女子理科動物教科書教授資料 開成館 1909.1。
- 最新生理衛生教科書 六盟館 1913。
- 人類之過去現在及未来 日本学術普及会 1914。
- 人類進化の研究 大学館 1915。
- 生物進化論 大学館 1915。
- 生物学講話 開成館 1916。
- 最新遺伝論 六盟館 1919。
- 煩悶と自由 大日本雄弁会 1921。
- 猿の群れから共和国まで 共立社 1934。
- 生物・人生・哲学 浅間書房 1949。
- 丘浅次郎著作集 全5巻 有精堂出版 1968。
- 近代日本思想大系 9 丘浅次郎集 筑摩書房 1974。
- 生物学的人生観 講談社学術文庫 1981 ISBN 978-4061585393, ISBN 978-4061585409。